# Ольгін Мойсей Йосиф
Мойше Йосеф Новомісський (рос. Мойше Иосеф Новомисский, псевдо. Михайло Ольгін, також Йосеф Нейман; нар. 24 березня 1878, с. Буки, Уманський повіт, Київська губернія — 22 листопада 1939, Нью-Йорк) — американський письменник, перекладач, редактор, драматург і політик, громадський діяч єврейського робітничого руху Росії та комуністичного руху США. Доктор філософії Колумбійського університету (1918).

## Біографія

### Молоді роки
Мойше Йосеф Новоміський народився 24 березня 1878 року в селі Буки Уманського повіту Київської губернії Російської імперії (нині — Київської області України). У дитинстві вивчав Біблію та Талмуд, багато читав. У 15 років Мойсей, пішовши з дому, заробляв на життя уроками.
Склавши іспит на атестат зрілості екстерном, 1900 року вступив на юридичний факультет Імператорського університету Святого Володимира в Києві.

#### Бунд
Бувши студентом, став активістом революційного руху, вступив до групи «Фрайхайт» (Свобода) (згодом — ядро київського відділення Бунду). У січні 1901 року за участь у студентських заворушеннях був зданий у солдати (у серпні того ж року — амністований). З 1903 року перебував у Бунді. 1903 року був заарештований за спробу створити загін єврейської самооборони. У 1904 році, покинувши навчання, переїхав до Вільні, потім у Двінськ. З 1904 року співпрацював у нелегальних органах Бунда, де поміщав публіцистичні статті та оповідання з життя єврейських робітників. З 1905 року писав прокламації для ЦК Бунда, брав участь у виданні нелегальної газети «Арбетер-штиме». У 1906 році став співробітником, а невдовзі — літературним редактором легальної віленської газети Бунда «Векер» (вона ж — «Фолксцайтунг»), де публікував статті на літературні теми та розповіді.

### Переїзд до США
Наприкінці 1906 році залишив Російську імперію, з 1907 року навчався в Гайдельберзькому університеті, де вивчав філософію та суспільні науки, брав активну участь у діяльності закордонного відділу Бунда. У 1909 році повернувся до Росії, виступав з лекціями у робочих організаціях Вільно, у вечірній школі, склав першу літературну хрестоматію на їдиші «Дос їдиш ворт» (опублікована в 1912 році).
Збірник його оповідань про соціальне розшарування та політичну боротьбу в єврейському середовищі «Коли життя кличе» (1912) був конфіскований владою (перевиданий 1918 року) під назвою «Коли дзвенять кайдани». З 1913 року жив у Відні, брав участь там у редагуванні петербурзького бундівського тижневика «Ді цайт», працював над дисертацією «Початок марксизму в Росії».
У 1914 році після початку Першої світової війни виїхав до США. З 1918 року — доктор філософії Колумбійського університету, з 1919 року викладав історію Росії в Новій школі соціальних досліджень у Нью-Йорку.

#### Комуністична діяльність
У 1920 році як кореспондент газети «Forwerts» відвідав РРФСР, про яку писав потім співчутливі статті в єврейській та англійській пресі.
Набув членства у Робочій партії (комуністичної) Америки 3 вересня 1921 року, постійний співробітник американської комуністичної преси, редактор комуністичного щомісячника «Der hamer» (з 1926). З 1922 року разом із Шахном Епштейном (1868—1945) редагував єврейську комуністичну газету «Freiheit» — орган єврейського відділення партії, був кореспондентом «Правди» (з 1932).
У 1917 році опублікував англійською мовою книгу «Душа російської революції», в 1920 році — «Нарис історії російської літератури». У 1919 році видав збірку критичних статей про єврейську літературу «У світі пісні». У проміжку між 1920 та 1931 роками опублікував велику кількість оповідань та нарисів про Радянський Союз та роман «Гаврило і Ноель».
Його белетристичні твори та нариси, попри їхню революційну спрямованість, містять риси сентиментального психологізму. У критичних статтях автор боровся за створення у США пролетарської літератури єврейською мовою. Знавець мови їдиш та єврейської культури, став одним з організаторів Їдішер култур-фарбанд та редактором журналу «Їдіше култур».
М. Ольгін писав п'єси (його «Злочинно» була поставлена в 1927 році в Художньому театрі Моріса Шварца в Нью-Йорку), перекладав з російської та німецької на англійську, з англійської, російської та польської на їдиш (у в тому числі твори Сергія Юшкевича, Леоніда Андрєєва, Елізи Ожешко, Джона Ріда, Джека Лондона); був популярним оратором, учасником літературних та наукових диспутів, викладав їдиш та літературу на їдиші на робочих курсах та вчительських семінарах. Серед його численних книг огляд поезії «У світі пісні» (Нью-Йорк, 1919), «З мого щоденника» (Нью-Йорк, 1926) тощо.

## Творчість
Мойше Йосеф Новомісський — єврейський письменник, громадський діяч і активіст комуністичного руху. Його творчість відображала його політичні переконання, він писав оповідання, нариси, критичні статті та драматичні тексти. Його твори розкривають соціальне розшарування і політичну боротьбу в єврейському середовищі. Вони відображають його революційні погляди та засуджують соціальну нерівність. У творах Новомісського присутні риси сентиментального психологізму.